# 虚幻游戏
《虚幻游戏》（英語：Mazes and Monsters）是一部1982年的美国電視電影，由史蒂文·希利亚德·斯特恩执导，讲述的是一群大学生对一个同名的角色扮演游戏（RPG）产生了浓厚的兴趣。
26岁的汤姆·汉克斯在这部电影中首次领衔主演。